# Грач Рафаель Давидович
Грач Рафаель Давидович (рос. Грач Рафаэль Давыдович; нар. 6 серпня 1932, Муригіно, Кіровська область — пом. 14 червня 1982, Москва) — радянський ковзаняр, призер Олімпійських ігор.

## Спортивна кар'єра
Рафаель Грач спеціалізувався на дистанції 500 м.
На Олімпійських іграх 1956 в забігу на 500 м він став другим після Євгена Грішина.
На Олімпійських іграх 1960 Грач зумів вибороти бронзову нагороду, знов відставши від Євгена Грішина і пропустивши на другу сходинку американця Білла Діснея.
На Олімпійських іграх 1964 Грач зайняв лише десяте місце і завершив спортивну кар'єру.

### Виступи на Олімпіадах
| Олімпіада              | Дисципліна | Місце |
| ---------------------- | ---------- | ----- |
| Кортіна-д'Ампеццо 1956 | 500 м      | 2     |
| Скво-Веллі 1960        | 500 м      | 3     |
| Інсбрук 1964           | 500 м      | 10    |

### Виступи на чемпіонатах СРСР
| Рік  | Дисципліна    | Місце |
| ---- | ------------- | ----- |
| 1956 | 500 м         | 2     |
| 1957 | 500 м         | 2     |
| 1957 | багатоборство | 6     |
| 1958 | 500 м         | 3     |
| 1959 | 500 м         | 3     |
| 1960 | 500 м         | 1     |
| 1961 | 500 м         | 6     |
| 1963 | 500 м         | 4     |
| 1963 | 1500 м        | 19    |